# Robert Burnell
Robert Burnell († 25. Oktober 1292 in Berwick) war ein englischer Geistlicher. Von 1274 bis zu seinem Tod war er als Vertrauter von König Eduard I. dessen Kanzler. Ab 1275 war er dazu Bischof von Bath and Wells.

## Herkunft
Robert Burnell entstammte einer Familie aus den Welsh Marches, die sich schon vor 1198 nach Acton Burnell in Shropshire benannte. Er war vermutlich ein Sohn von Roger Burnell († nach 1259), einem Mitglied der Gentry aus Acton. Zwei von Burnells Brüdern fielen 1282 bei der Eroberung von Wales in der Schlacht an der Menai Strait. Ein weiterer Bruder, Hugh, starb 1286.

## Aufstieg im Dienst des Thronfolgers Lord Eduard
Burnell war möglicherweise im gleichen Alter wie der 1239 geborene Thronfolger Lord Eduard. Vermutlich kurz nachdem dieser 1254 einen eigenen Haushalt und dazu einen großen Besitz in den Welsh Marches als Apanage erhalten hatte, trat Burnell in dessen Dienste. 1257 bezeugte er Urkunden von Lord Eduard, den er im November 1260 nach Frankreich begleitete. 1266 belohnte ihn Eduard, indem er ihm erlaubte, innerhalb eines königlichen Forstes einen Jagdpark anzulegen. 1269 gewährte Lord Eduard ihm das Recht, in Acton einen Wochenmarkt und zweimal jährlich einen Jahrmarkt abzuhalten. Burnell stand anscheinend so hoch in der Gunst des Thronfolgers, dass dieser 1270 vorschlug, ihn zum Erzbischof von Canterbury wählen zu lassen. Dieser Versuch scheiterte jedoch, da der Papst stattdessen Robert Kilwardby zum Erzbischof ernannte. Wenig später brach Lord Eduard zu seinem Kreuzzug ins Heilige Land auf. Burnell hatte ebenfalls ein Kreuzzugsgelübde abgelegt und wollte Eduard begleiten, doch schließlich blieb er als Vertreter des bereits älteren Robert de Walerand und zusammen mit Erzbischof Walter Giffard von York, Philip Basset und Roger Mortimer als einer der vier Vertreter Eduards in England. Für seine Dienste wurde er mit dem Amt des Archidiakons von York belohnt, und im August 1272 konnte er ein Haus in Westminster erwerben, dass unmittelbar nördlich des Palace of Westminster lag. Nach dem Tod von König Heinrich III. im November 1272 sorgte er mit dafür, dass ein neuer Regentschaftsrat die Regierung übernahm, solange Eduard noch im Ausland war. Er berief mit ein Parlament ein und nahm Treueschwüre auf den König entgegen. Dazu erhielt er von italienischen Bankiers Geld für die Regierung und erhob zusammen mit dem Treasurer einen Zehnten von der Geistlichkeit.

## Aufbau eines umfangreichen Grundbesitzes
Nach dem Tod seines Vaters hatte Burnell die Hälfte des Gutes Acton in Shropshire geerbt. Dieses hielt er als Vasall der Familie Corbet von Caus Castle. Die andere Hälfte von Acton hatte seinem Verwandten William Burnell gehört, der jedoch wegen zweifachen Mordes 1248 geächtet wurde und wenig später starb. William Burnells Lehen wurde von der Krone eingezogen und an William de Gardinis vergeben. Vor 1266 kaufte Robert Burnell diesen Anteil auf. In der Folge konnte er seinen Besitz erweitern und errichtete das Herrenhaus Acton Burnell Castle. Wohl schon als einflussreicher Beamter des Thronfolgers gelang es Burnell, weitere Besitzungen in den Welsh Marches und in anderen Teilen Englands zu erwerben.

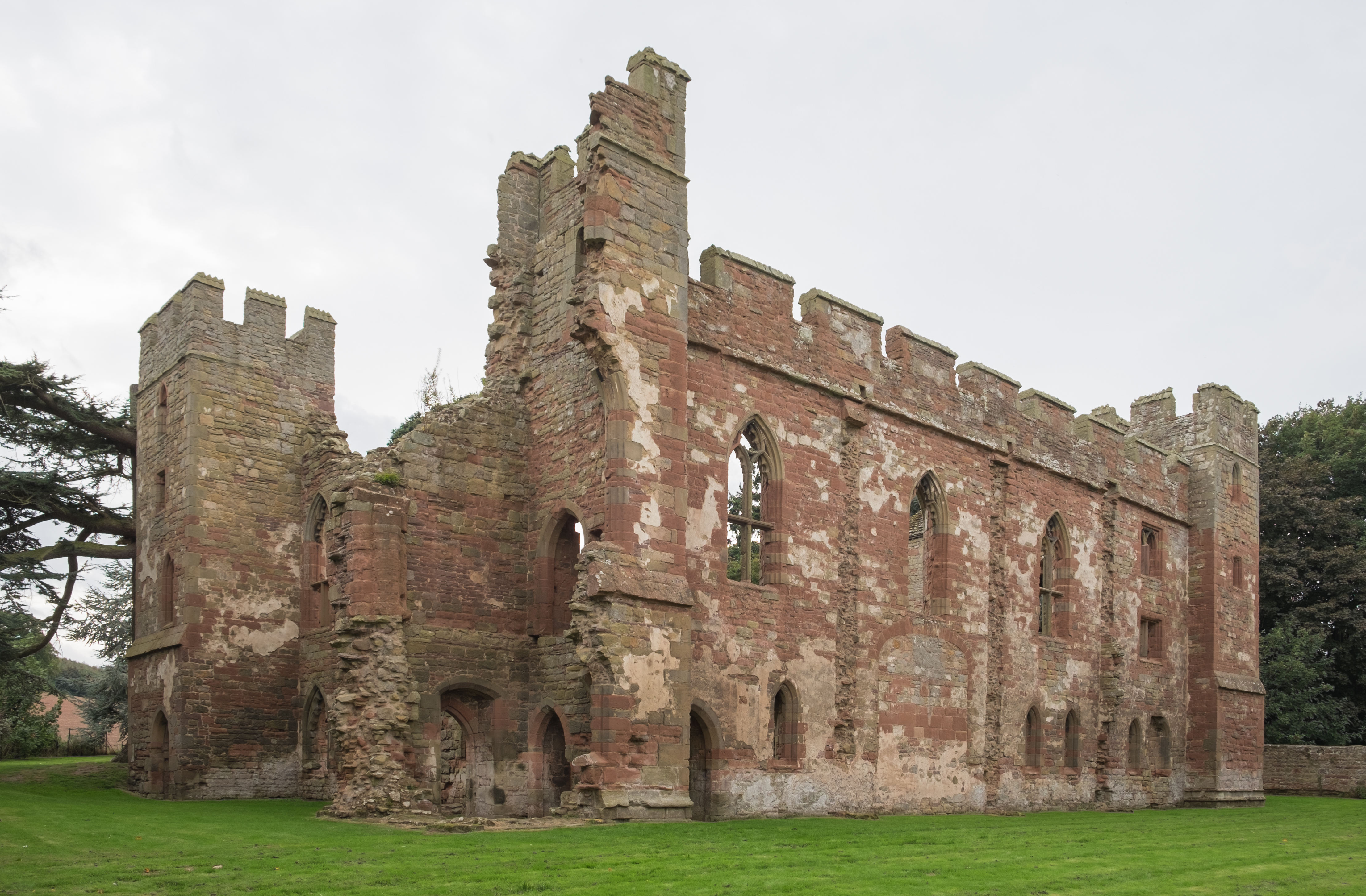
Die Ruine des von Robert Burnell errichteten Acton Burnell Castle

## Königlicher Kanzler und Bischof von Bath und Wells

### Einfluss auf die Gesetzgebung und die Entwicklung des Parlaments
Unmittelbar nach seiner Krönung im September 1274 ernannte Eduard I. Burnell zu seinem Kanzler, womit dieser zum Leiter der neuen Regierung wurde. Bereits am 11. Oktober 1274, weniger als einen Monat nach seinem Amtsantritt, setzte Burnell Ausschüsse ein, die in jeder Grafschaft die Einhaltung der königlichen Vorrechte und die Amtsführung der Sheriffs und Vögte überprüfen sollten. Im Januar 1275 erreichte der König, dass Burnell zum Bischof der Diözese Bath und Wells gewählt wurde, doch blieb er weiterhin königlicher Kanzler. Im April 1275 wurde das erste allgemeine Parlament des Reiches einberufen, wo der König eine Reihe von Gesetzen erlassen konnte, die als erstes Statut von Westminster bekannt wurden. Durch diese Gesetze sollte die Regierung die zunehmenden Verwaltungsaufgaben erledigen können. Zahlreiche Magnaten und königliche Beamte wandten sich regelmäßig mit Bitten oder Verwaltungsfragen an Burnell, die dieser bislang dem König oder den Parlamenten vorlegen musste. Die zunehmende Zahl dieser Eingaben, die an die Regierung gemacht wurden, führten mit zu einer zunehmenden Etablierung des Parlaments. Burnell sorgte dafür, dass die königliche Kanzlei ihren Hauptsitz in London bekam, wo Eingaben die Regierung sofort erreichen konnten. Schließlich erhielten der Kanzler und die anderen führenden Mitglieder der Regierung 1280 die Anordnung, dass aufgrund der Vielzahl von Eingaben, die während der Parlamente gemacht wurden, nur die dringendsten Angelegenheiten dem König und dem Parlament vorgetragen werden sollten. Die übrigen Eingaben konnten dann direkt von der Regierung beantwortet oder erledigt werden. Damit war Burnell das wichtigste Mitglied der Regierung nach dem König. Fast ständig war er an der Seite des Königs, außer wenn er als Gesandter wichtige Missionen im Ausland erledigen musste. Auch für die Einsetzung von Richtern und die Einteilung der Gerichtsbezirke war Burnell teilweise verantwortlich.

### Eroberung von Wales und Beziehungen zu Frankreich
Im November 1276 nahm Burnell an der Ratsversammlung in Westminster teil, bei der der walisische Fürst Llywelyn ap Gruffydd als Rebell und Friedensverbrecher verurteilt wurde, woraufhin der König militärisch gegen den Fürsten vorgehen konnte. Im Spätsommer und Herbst 1276 war Burnell in Chester oder in Shrewsbury, wo er dafür sorgte, dass Händlern sicheres Geleit zugesagt wurde, wenn sie die englische Armee während des Feldzugs nach Wales versorgten. Am 13. August feierte er vor dem König und zahlreichen Adligen die Messe, als der König den Grundstein für Vale Royal Abbey in Cheshire legte. Nachdem der König dem walisischen Fürsten im November 1276 den demütigenden Vertrag von Aberconwy aufzwingen konnte, begleitete Burnell Llywelyn nach Westminster, wo er dem König formell huldigen musste. Burnell muss bei der Schaffung eines Gerichtsausschusses beteiligt gewesen sein, dessen Richter unter Leitung von Walter of Hopton aus Shropshire über Klagen in Wales und den Welsh Marches urteilen sollte. Dieser Ausschuss verstieß klar gegen die bisherigen Gebräuche in Wales und in den Welsh Marches und führte mit zur walisischen Rebellion von 1282, die wiederum zur endgültigen Eroberung von Wales durch den König führte. Im März 1278 konnte der König jedoch noch Burnell und Otton de Grandson, einem weiteren seiner Vertrauten berichten, dass Fürst Llywelyn sich völlig seinem Urteil fügen würde. Zu dieser Zeit waren Burnell und Grandson in Paris, von wo sie weiter in die zu England gehörende Gascogne reisten. Dort sollten sie die Amtsführung von Luke de Tany, dem königlichen Seneschall untersuchen. Ihre Untersuchungen ergaben dabei, dass die Vorwürfe gegen Tany überzogen waren. Die Verhandlungen von Burnell und Grandson in Frankreich führten zum Vertrag von Amiens, durch den Eduard I. das Agenais zurückerhielt und zu dessen Abschluss Burnell zusammen mit dem König im Frühjahr 1279 erneut nach Frankreich reiste.
Nachdem es im März 1282 zum erneuten walisischen Aufstand gekommen war, reiste Burnell im August 1282 selbst nach Wales, von wo er von Rhuddlan und später von Conwy und Caernarfon aus die Verwaltung des Reiches leitete. Das im Oktober 1283 in Shrewsbury begonnene Parlament wurde in Burnells Herrenhaus Acton Burnell abgeschlossen, wo das Statute of Acton Burnell beschlossen wurde. Am 19. März 1284 besiegelte Burnell das Statute of Rhuddlan, das die Verwaltung des eroberten Wales regelte. Eduard I. erlaubte Burnell 1284, sein Anwesen Acton Burnell zu befestigen, da dieses von Nordwales aus leicht erreichbar und deshalb ein mögliches Ziel von Überfällen aus Wales war. Dazu schenkte der König Burnell auch mehrfach Eichenholz aus den königlichen Forsten, das er zum Ausbau von Acton Burnell Castle verwenden durfte. Bereits 1283 hatte er auch Wildbret erhalten, um den König und dessen Kinder bei ihrem Besuch in Acton bewirten zu können.

### Anteil an der Finanzierung der Herrschaft von Eduard I.
Das Statute of Acton Burnell war das erste der beiden Gesetze von Eduard I., die der König zur Absicherung der finanziellen Transaktionen von Kaufleuten erließ. Burnell war von diesem Gesetz selbst betroffen, denn er war oft in Zahlungen verwickelt, die teils die stattliche Summe von 500 Mark überstiegen. Dabei kann nicht immer klar zwischen Zahlungen, die er dienstlich als Kanzler getätigt hatte, und privaten Zahlungen getrennt werden. Burnell lieh sich beispielsweise für den König Geld bei italienischen Kaufleuten aus Lucca, und er selbst lieh dem König zwischen 1282 und 1285 mehr als 3000 Mark. Zu seinem eigenen und zum Vorteil seines Bruders Hugh Burnell handelte er mit Schulden von christlichen Gläubigern, die diese bei Juden gemacht hatten und die diese wieder verpfändeten. Burnell erwarb so die Mittel, um  die Baronie von Holdgate Castle in Shropshire, Häuser in Bristol, Ländereien auf der Isle of Ely sowie das Gut von Sheen in Surrey zu erwerben. Sheen verkaufte er später weiter an Otton de Grandson.

### Burnell als Bischof
Obwohl Burnell wegen seiner Pfründenanhäufung und wegen seines nahezu offenen Verhältnisses mit seiner Mätresse Juliana, mit der er mehrere Kinder hatte, moralisch stark umstritten war, versuchte Eduard I. 1278 erneut, ihn zum Erzbischof von Canterbury wählen zu lassen. Nachdem auch dieser Versuch gescheitert war, ließ ihn der König 1280 zum Bischof der reichen Diözese Winchester wählen.
Beide Male annullierte jedoch Papst Nikolaus III. die Wahlen, nachdem er die Moral Burnells hatte untersuchen lassen. John Pecham, der 1278 vom Papst anstelle von Burnell ernannte Erzbischof von Canterbury, bat die päpstliche Kurie, dass diese leugnete, dass Pecham für Burnell unvorteilhafte Auskünfte gemacht hatte. Pecham war sich jedoch sicher, dass Burnell Kaufleuten Kirchenstrafen androhte, wenn sie ihre Schulden bei der Krone nicht beglichen.
Andererseits versuchte Burnell, trotz der Belastung durch sein Amt als Kanzler seine Aufgaben als Bischof von Bath und Wells gewissenhaft wahrzunehmen. Er sorgte für den Weiterbau der Kathedrale von Wells, erwarb Pfründenbesetzungsrechte für die Klöster seiner Diözese und arbeitete mit anderen Prälaten zum Wohle des Staates und der Kirche zusammen. Zu Beginn jeder Fastenzeit verließ Burnell den Königshof, übergab das Großsiegel der königlichen Wardrobe zur Verwahrung und kehrte in seine Diözese zurück. Auch für sein Amt als Bischof erhielt er königliche Privilegien. Der König erlaubte ihm, die Kathedralfreiheit von Wells mit einer mit Zinnen versehenen Mauer zu umgeben. Als Kanzler schickte Burnell Beamte in hochverschuldete Abteien, die dort die Finanzen sanieren sollten. Otton de Grandson und andere Magnaten erlaubten ihm, während ihrer Abwesenheit aus England Pfründen zu vergeben, über die sie das Patronatsrecht hatten, und Erzbischof Pecham ernannte ihn zu seinem Generalvikar, als er 1282 versuchte, im nordwalisischen Aber zwischen König Eduard I. und Fürst Llywelyn zu vermitteln. Während des Parlaments zu Ostern 1285 überließ der König Burnell, Beschwerden der Geistlichkeit gegen die Regierung entgegenzunehmen. Scheinbar schlug Burnell dem König das später angewandte Verfahren vor, nachdem der Kanzler oder der Chief Justice bevollmächtigt waren, eindeutig kirchliche Fragen an ein kirchliches Gericht weiterzuleiten, ohne dass sie zuvor dem Parlament vorgelegt werden mussten.

### Erneuter Dienst als Diplomat und Verwalter in Frankreich
Während des Parlaments von 1285 wurde das zweite Statute of Westminster erlassen, dass detaillierte Vorgaben machte, welche Aufgaben und Vollmachten die Beamten der königlichen Kanzlei hatten. 1286 reiste Burnell erneut mit dem König in die Gascogne. Am französischen Königshof sprach Burnell für den englischen König und erläuterte seine Sicht der Entwicklung der französisch-englischen Beziehungen seit dem Vertrag von Paris von 1259. In der Gascogne gehörte er einem Tribunal an, dass über Jean I. de Grailly, dem früheren Seneschall der Gascogne urteilte. Erst im August 1289, nur wenige Tage vor dem König, kehrte Burnell nach England zurück. Dort wurde er unverzüglich mit Untersuchungen gegen königliche Beamte betraut, denen vorgeworfen wurde, während der Abwesenheit des Königs ihre Ämter missbraucht und andere Verfehlungen begangen zu haben.

### Rolle im schottischen Thronfolgestreit
Schon bald nach seiner Rückkehr aus Frankreich 1289 wurde Burnell zunehmend in die Regelung der immer noch offenen Nachfolge des 1286 gestorbenen schottischen Königs Alexander III. verwickelt. Im November 1289 beaufsichtigte er einen Briefaustausch zwischen den Guardians of Scotland und dem norwegischen König Erik II., dazu ernannte er Gesandte, die über die Ansprüche von Eriks Tochter Margaret, der schottischen Thronfolgerin verhandeln sollten. Im Auftrag des englischen Königs bereitete er die Überfahrt von Margarete nach Schottland vor. Insgeheim plante er im Februar 1290 aber auch das weitere Vorgehen des englischen Königs in Schottland. Die Pläne von Eduard I., seinen ältesten Sohn Eduard mit Prinzessin Margarete zu verheiraten, wurden jedoch mit deren Tod im Herbst 1290 gegenstandslos. Als dann im November 1290 auch Eduards Frau Königin Eleonore starb, wurde Burnell ein noch engerer Vertrauter des Königs. Der König benannte ihn zu einem seiner sieben Testamentsvollstrecker, und im Mai 1291 taufte Burnell Gilbert de Clare, einen Enkel des Königs. Anfang Juni war er in Norham an der schottischen Grenze. Obwohl der König selbst ebenfalls anwesend war, nahm Burnell von jedem der anwesenden Anwärter auf den schottischen Thron das Versprechen ab, im Falle seiner Thronfolge die englische Oberhoheit über Schottland anzuerkennen.
Vor Herbst 1292 war Burnell mit dem König wieder an der schottischen Grenze, wo sowohl John Balliol wie Robert Bruce die schottische Krone beanspruchten. Dabei starb er in Berwick. William of Hambleton, Archidiakon von York und langjähriger Anwalt von Burnell, übergab das Großsiegel an Walter Langton, dem Keeper of the Wardrobe, der als Beamter im Dienst von Burnell ebenfalls ein enger Vertrauter des Königs war. Danach brachte Hambleton Burnells Leichnam nach Wells, wo er in der Kathedrale beigesetzt wurde.

## Familie und Erbe
Burnell hatte sein hohes Amt genutzt, um auch seine Familie zu versorgen. Im Juni 1283 hatte er vom Abt von Vale Royal Abbey das Recht zur Verwaltung von Ländereien des minderjährigen Richard FitzAlan erworben, wodurch er bis zu dessen Volljährigkeit 1287 nicht nur die Honour von Whitchurch, sondern selbst die Honour of Arundel samt Arundel Castle in Besitz hatte. Dies hatte ihm die Verheiratung seines Neffen Philip Burnell mit Matilda, einer Schwester des jungen Richard FitzAlan ermöglicht. Offenbar hatte Burnell auch mehrere uneheliche Kinder, die er versorgen musste. Seine langjährige Mätresse Juliana behauptete, dass sie ihm fünf Söhne geboren hätte, und Gerüchten zufolge hatte er dazu mehrere Töchter. Seine Tochter Amabilla verheiratete Burnell mit Andrew Hengham, einen Verwandten des Lord Chief Justice Ralph de Hengham. 1275 erreichte er, dass William of Greystook, ein Adliger aus Cumberland, seinen Sohn mit Joan Burnell verheiraten wollte. Dennoch heiratete Joan Burnell fünfzehn Jahre später Ralph of Grendon aus Warwickshire. Ein William Burnell wurde Dekan der Kathedrale von Wells und gehörte zu den Testamentsvollstreckern von Robert Burnell.
Burnell hinterließ bei seinem Tod 82 Güter, die er großteils während seines Dienstes für Eduard I. erworben hatte. Dieser umfangreiche Landbesitz war über 19 englische Grafschaften verteilt, wobei der Schwerpunkt mit 21 Gütern in Shropshire lag. 13 weitere Güter lagen im Süden von London. Sein Erbe wurde sein Neffe Philip Burnell, der jedoch bereits 1294 starb. Philips Sohn Edward wurde zwar zum Baron erhoben, starb jedoch kinderlos 1315, womit der Titel wieder erlosch.